# Cirrospilus nireus
Cirrospilus nireus är en stekelart som beskrevs av Walker 1839. Cirrospilus nireus ingår i släktet Cirrospilus och familjen finglanssteklar. Inga underarter finns listade i Catalogue of Life.